# Jacob Schick
Jacob Schick (16 de setembro de 1877 - 3 de julho de 1937) foi um inventor e empresário norte-americano que patenteou um dos primeiros barbeadores elétricos e fundou a empresa de barbeadores Schick Dry Shaver, Inc. Ele é o pai dos barbeadores elétricos. Schick tornou-se cidadão canadense em 1935 para evitar uma investigação do Comitê Conjunto do Congresso sobre Evasão Fiscal depois que transferiu a maior parte de sua riqueza para uma série de holdings nas Bahamas.

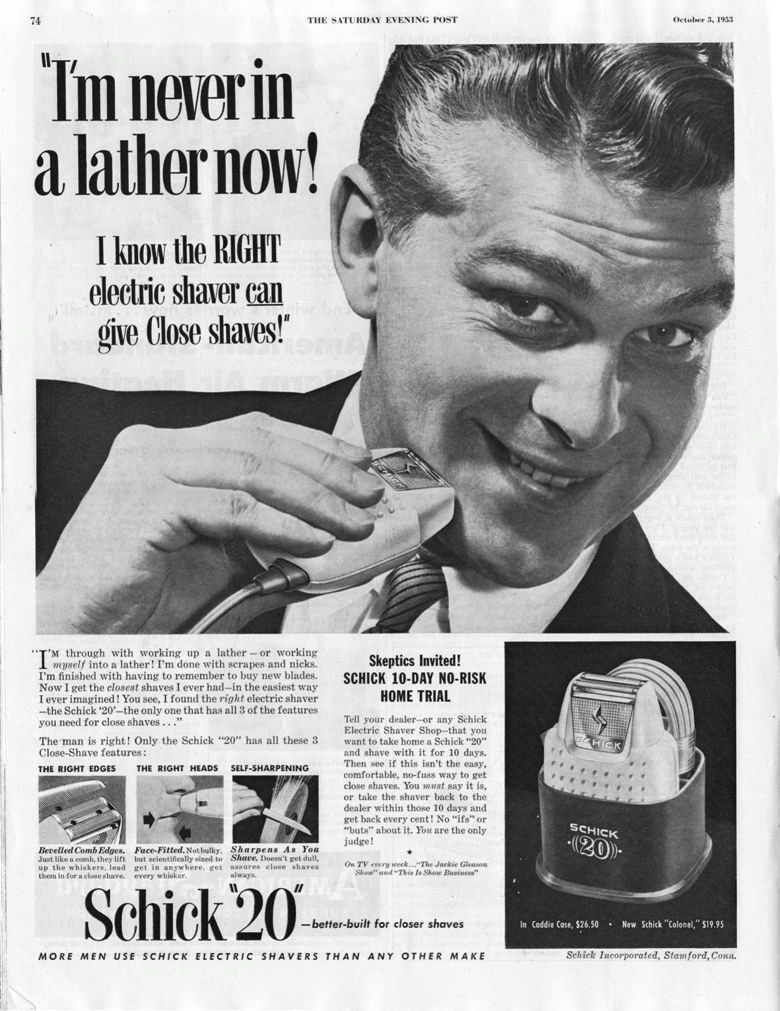
Um dos primeiros anúncios do barbeador elétrico Schick.

## Negócios
O primeiro empreendimento comercial de Jacob Schick, a Magazine Repeating Razor Co. (fundada em 1926) vendia uma navalha com lâminas de cartucho de injeção projetadas de forma semelhante a um rifle de repetição, onde as lâminas eram vendidas em clipes que podiam ser carregados na navalha sem tocar na lâmina. Este negócio forneceu o capital necessário para desenvolver seu conceito de barbeador elétrico quando ele o vendeu para a American Chain & Cable Company em 1928.

## Invenções
Patenteou com sucesso o primeiro barbeador elétrico em maio de 1930. Também patenteou o Barco General Jacobs para uso em águas rasas e um apontador de lápis aprimorado.